# Zwierzewo
Zwierzewo (niem. Thierberg) – wieś w Polsce położona w województwie warmińsko-mazurskim, w powiecie ostródzkim, w gminie Ostróda nad jeziorem Szeląg Wielki.
We wsi mieszka 851 osób, z czego 50,2% stanowią kobiety, a 49,8% mężczyźni. Według danych Narodowego Spisu Powszechnego Ludności i Mieszkań w 2002 roku we wsi Zwierzewo było 231 gospodarstw domowych. Wśród nich dominowały gospodarstwa zamieszkałe przez trzy osoby — takich gospodarstw było 52. 
W latach 1946–1975 miejscowość administracyjnie należała do tzw. dużego województwa olsztyńskiego, a w latach 1975–1998 do tzw. małego województwa olsztyńskiego.